# Léo Aymé
Léo Aymé est un homme politique français né le 20 mai 1836 à Celles-sur-Belle (Deux-Sèvres) et décédé le 30 mai 1891 à Paris.
Fils de notaire, il est lauréat du concours général. Diplômé en droit, il entre dans la magistrature et effectue sa carrière dans le ressort de la cour d'Appel de Poitiers. Il termine sa carrière comme conseiller à la cour d'appel. Il succède en 1870 à son père comme conseiller d'arrondissement, puis devient conseiller général en 1877, et président du conseil général des Deux-Sèvres en 1889. Il est élu sénateur en janvier 1891, mais meurt quelques mois plus tard.